# Zilla conica
Zilla conica is een spinnensoort in de taxonomische indeling van de wielwebspinnen (Araneidae).
Het dier behoort tot het geslacht Zilla. De wetenschappelijke naam van de soort werd voor het eerst geldig gepubliceerd in 1987 door Chang-Min Yin, Jia-Fu Wang & Zhang.